# 日本廣播協會歷史
日本放送協會（NHK）的歷史可以追溯至設立於1924年11月29日的東京放送局。1926年，東京、大阪、名古屋三家广播电台（放送局）的法人解散，合併成為社團法人日本放送協會。第二次世界大戰後，日本放送協會在1950年改制成為特殊法人，並於1953年開始正式播出電視。現在NHK已和BBC、ARD、法國電視台等機構並列成為世界規模最大的公共廣播機構之一，但亦面對收視費、和政府的關係等問題。

## 年表

### 大正時期
- 1924年11月29日，社团法人东京广播电台成立，第一任总裁為後藤新平，第一任理事长為岩原谦三。
- 1925年1月10日，社团法人名古屋广播电台成立。
- 1925年2月28日，社团法人大阪广播电台成立。
- 1925年3月1日，东京广播电台位于芝浦的东京高等工艺学校的临时设施开始中波广播的试播。
- 1925年3月22日，东京广播电台從早上9:30开始中波广播（AM廣播）的临时广播。
- 1925年5月10日，大阪广播电台在高麗橋（日语：高麗橋）三越支店屋顶的临时设施开始中波广播的试验广播。
- 1925年6月1日，大阪广播电台开始中波广播的临时广播。
- 1925年6月23日，名古屋广播电台开始中波广播的试验广播。
- 1925年7月12日，东京广播电台在東京市芝區（今東京都港區）的愛宕山开始中波广播的「NHK第一套廣播」頻道本广播。
- 1925年7月15日，名古屋广播电台开始中波广播的本广播。
- 1926年8月6日，社團法人日本放送協會召開成立大会，第一任会长岩原谦三。
- 1926年8月20日，社團法人日本放送協會正式成立。同時社团法人东京广播电台、大阪广播电台、名古屋广播电台解散，設施及員工由日本放送協會全面承接。
- 1926年12月1日，大阪中央广播电台开始首次中波广播。
- 1926年12月15日，用「圣上病情」、「临时新闻」等名稱延长大正天皇的病情广播。从16日开始中止娱乐文艺表演节目，24日夜晚以后普通讲演节目也中止。
- 1926年12月25日，速报（东京2:54，大阪、名古屋3:00）大正天皇驾崩，中止「时报」、「新闻」、「天气预报」以外的广播節目。

### 昭和初年
- 1927年8月13日，大阪中央广播电台开始转播「全國高等學校棒球錦標賽」（夏季甲子園），為体育現場直播的开端。
- 1928年1月12日，東京中央广播电台开始轉播兩國國技館“大相扑”的春季赛会，為相扑現場直播的开端。
- 1928年11月10日，現場直播昭和天皇即位仪式。
- 1930年6月1日，NHK广播电视技术研究所成立，开始电视廣播技术的研究。
- 1931年4月6日，东京中央广播电台开始中波廣播的「NHK第二套廣播」頻道。
- 1933年6月26日，大阪、名古屋两中央广播电台开始中波廣播的第二广播。
- 1934年5月16日，地方分支機構改編，廢除原有的「支部制」，改在总部（位於東京）之下在全國設置6個「中央广播电台」，原有的「支所」則改組為「放送局」。
- 1935年6月1日，面向美國的海外廣播「Radio Tokyo」（ラジオ・トウキョウ）開始，為日本放送協會提供國際廣播服務的開端。
- 1938年12月20日，位於東京市麴町区（今東京都千代田區）内幸町的东京放送会馆落成，日本放送協會總部從爱宕山遷移至此。隔年5月13日開始在此製播節目。
- 1939年5月13日，广播电视技術研究所电视实验局第一次發射無線電視電波。
- 1939年7月1日，第一套廣播、第二套廣播分別更名為全國廣播、都市廣播。
- 1941年1月29日，日本放送協會與義大利廣播公司（今意大利广播电视公司）締結廣播協定（日意文化定期交换广播协定；）。
- 1941年12月8日，播出太平洋战争爆發的临时新闻。都市廣播（第二广播）頻道、气象预报節目暫時中止。
- 1941年12月9日，發布广播电波管制命令。
- 1943年11月12日，制定3月22日為「廣播紀念日（日语：放送記念日）」，同日亦為日本放送協會的開播紀念日。
- 1945年8月15日，當日正午12时广播昭和天皇的《终战诏书》。
- 1945年9月4日，依据盟軍最高司令官總司令部（GHQ）的指令，停止外语的海外广播。9月10日，日语的海外广播也停止。
- 1945年9月23日，盟軍廣播开始（於1954年8月9日结束）。
- 1946年1月19日，现在依然持续的长寿节目《NHK揚聲歌唱》開播，当时名为《自信歌喉素人音樂會》（のど自慢素人音楽会）。
- 1946年3月4日，日本放送協會开始使用「NHK」簡稱。
- 1946年10月5日，由於工会方面發動全面罢工，日本放送協會於隔日起由国家（遞信省）接管至10月25日止。

### 昭和時期（改制後）
- 1950年5月2日，《廣播法（日语：放送法）》公布。
- 1950年6月1日，《廣播法》实施，原社團法人日本放送協會解散，改組為以特殊法人（日语：特殊法人）形式運作的日本放送協會。
- 1951年1月3日，《NHK红白歌会》首次播出。
- 1952年2月1日，恢復海外廣播服務，以「Radio Japan」（ラジオ日本／ラジオニッポン）為呼號。
- 1952年12月，东京第一套广播及使用了第二套广播節目的中波立体声開始广播。试验广播5－7日，20日最初的节目《星期六音乐会》（土曜コンサート）在东京本地廣播（日语：ローカル放送）。从翌年2月28日开始变成全国广播。
- 1953年2月1日，東京电视綜合頻道开始播出。
- 1953年6月4日，電視現場直播《大相撲現場（日语：大相撲中継）》。
- 1957年12月24日，開始試驗NHK调频广播。
- 1957年12月28日，开始VHF頻道的彩色轉播試驗。
- 1959年1月，類比电视教育頻道轉播開始。
- 1959年4月10日，現場直播皇太子明仁與美智子的婚禮。
- 1960年9月10日，模拟电视轉播的綜合、教育頻道彩色本轉播在東京、大阪开始。作为纪念节目，彩色节目三味線長曲（日语：長唄）从综合頻道下午8点开始，共55分钟（此录像带被NHK档案保存）。
- 1961年4月3日，《連續電視小說》（晨間劇）開始播出，首部作品為《女儿与我（日语：娘と私）》。
- 1963年4月，位於澀谷區神南的1964年東京奧運國際轉播中心建设工程开工。
- 1963年4月7日，《大河劇》開始播出，首部作品為《花的一生（日语：花の生涯 (NHK大河ドラマ)）》。
- 1963年11月22日，第一次日、美衛星現場直播美國總統甘迺迪遇刺事件。
- 1963年12月16日，9個FM頻道的實驗放送局開始实用化试驗广播，同时，东京立体声开始廣播。
- 1964年10月1日，東京奧運國際轉播中心第一期完工，之後命名為「澀谷广播电视中心」，即今之NHK广播电视中心。
- 1964年10月10日，1964年東京奧運開幕，这是世界第一次「电视奥林匹克运动会」，NHK与民间广播业者一起合作轉播。開幕式、摔跤、体操、排球等8种比赛以彩色方式轉播。
- 1964年12月31日，《红白歌会》成为彩色播出的节目，但其原始錄影帶目前已丢失。
- 1965年1月10日，大相扑現場成为彩色轉播的节目。
- 1965年11月，轉播中心第二期完工。
- 1966年10月26日，综合頻道的《七点新闻》成为彩色播出。此後，新闻采访开始使用彩色胶片。
- 1968年4月，无线电接收契约被电视普通（黑白）契约和彩色契约取代。以此为界，NHK的彩色节目大幅度增加。
- 1969年1月，大河剧從《天与地》開始以彩色播出。
- 1969年3月1日，FM頻道開始廣播。
- 1969年12月21日，開始試驗电视声音多路播出（日语：音声多重放送）的2国语言播出（日语：2か国語放送），开始的节目是美国故事片「走运的我」（ぼくはついてる）。
- 1970年4月，UHF頻道电视实验局在东京和大阪成立。
- 1970年8月9日，開始电视声音多路播出的立体声语音轉播試驗，开始的节目是「NHK交響樂團演奏会」。
- 1971年10月10日，综合頻道的全国播出全面彩色化，最后变为彩色節目的是《NHK自信歌喉》。
- 1972年5月15日，美國將沖繩歸還給日本。继承冲绳放送协会业务的是NHK冲绳广播电视台。
- 1972年6月25日，自1945年3月23日中断的冲绳中波综合广播（NHK第一套广播）复播，中波教育广播（NHK第二套广播）同時开播。
- 1973年6月20日，澀谷广播电视中心本館（現今的NHK大廳）落成啟用，《红白歌合战》也从该年（第24屆）开始改由此地實況轉播。
- 1973年7月31日，NHK總部從東京放送會館遷移至澀谷放送中心。
- 1974年1月16日，受“石油危机”影响，停止部分時段的節目播出。
- 1974年3月24日，超短波广播（NHK-FM頻道）的全国覆蓋率達成。
- 1974年9月9日，解除日間節目的停止播出。
- 1975年4月7日，UHF頻道的电视轉播試驗结束。
- 1977年10月，教育頻道全面彩色化播出。
- 1977年11月11日，全国FM頻道的地方广播立体声化工程完成。
- 1978年10月1日，東京、大阪的綜合頻道開始标准电视音聲多路实用化的轉播試驗。
- 1979年12月24日，PCM方式的FM頻道立体声线路在札幌、仙台、金澤、广岛、松山、福冈等地開播。
- 1982年12月17日，綜合頻道的标准电视音聲多路的本轉播开始（至1986年全國覆蓋率達成）。
- 1984年4月，综合頻道平日節目结束时间变更为24:00，全面解除因“石油危机”影响，而停止的深夜時段節目播出。
- 1984年5月12日，卫星轉播試驗开始。
- 1985年11月，綜合頻道的标准电视文字多路轉播开始。
- 1987年7月4日，衛星第一頻道（BS1）開始二十四小时轉播試驗。
- 1988年4月，FM頻道的播出结束时间从24:00延长到深夜1:00。
- 1988年9月19日，昭和天皇病重，綜合頻道、衛星第二頻道、第一套廣播、调频广播，從深夜至翌日開播前時段，播出臨時特別報導節目。
- 1989年1月7日，昭和天皇驾崩，《連續電視小說》史上第一次停止播出。除了教育頻道、衛星第一頻道，其他頻道至1月8日深夜皆播出臨時特別報導節目。

### 平成時期
- 1989年6月1日，衛星第一頻道、衛星第二頻道（BS2）本轉播開始。
- 1990年10月，教育頻道，以及東京、大阪、名古屋的標準電視音聲多路轉播開始。
- 1991年1月17日，波斯湾战争发生，综合頻道、衛星第一頻道、第一套广播等共同播出特別報導節目。
- 1991年11月25日，世界第一次的高畫質電視（Hi-Vision）訊號轉播試驗。
- 1993年4月5日，《NHK新闻 早安日本》开播。与此同时，福冈县等部分地区也实施了合理化。
- 1994年11月25日，高畫質電視實用性轉播試驗。
- 1995年1月17日，阪神大地震發生，教育頻道、调频广播等共同播出特別報導節目。
- 1995年3月22日，NHK開播70周年，啟用「三個雞蛋」識別標誌。
- 1995年4月，開始試播對歐洲及北美的海外電視頻道。
- 1996年3月，VHF頻道的文字多路轉播開始。
- 1997年4月，综合頻道開始24小时播出。
- 1997年10月，衛星第二頻道的文字多路轉播開始。
- 1998年4月，海外電視頻道「NHK World TV」及「NHK World Premium」正式開台。
- 1999年4月，教育頻道開播40周年，並開始文字多路轉播。
- 2000年3月27日，《七点新闻》的同步（實時）字幕（日语：リアルタイム字幕放送）轉播開始。
- 2000年4月，教育頻道開始全天候播出，综合頻道和FM頻道於星期日實施凌晨播出。
- 2000年12月1日，數位衛星高畫質頻道（BShi）轉播開始。
- 2001年9月11日，九一一恐怖攻擊事件发生，晚間“NHK10點新聞（日语：NHKニュース10）”開始播出臨時特別報導節目。
- 2001年11月3日，大阪放送會館搬遷，NHK大阪大廳（日语：NHK大阪ホール）落成啟用。
- 2003年3月20日，伊拉克战争爆发，综合頻道、衛星第一頻道、第一套广播进行战争特别报道節目。
- 2004年3月29日，综合頻道的《早安日本》節目，平日的播出时间提前到4:30。
- 2004年10月23日，受到新潟縣中越地震的影響，NHK各個頻道的轉播皆受到影響。
- 2005年3月22日，NHK開播80周年。
- 2005年9月20日，发表「NHK新生計劃」。
- 2005年10月3日，综合頻道的平日播出時間提前到4:20。
- 2005年，標語口號訂為“正直、確實”（まっすぐ、真剣。），詳細日期不明。
- 2006年1月，發生NHK大津广播电视台的记者在大津市内连续縱火的事件。
- 2006年4月3日，由于收听收视费的收入减少导致经费削减，於是停止教育頻道和数字卫星高清频道的全天候播出。
- 2007年7月5日，受到“2006年朝鲜核試驗”的影响，《連續電視小說》延期播出。
- 2007年7月31日，教育頻道進行為期一周的全天候播出試驗。
- 2007年10月1日，停止衛星高畫質類比訊號的節目轉播（11月1日，停止播送訊號）。
- 2008年9月29日，NHK World TV節目全面音聲多路及文字多路轉播。
- 2009年1月10日，教育頻道開播50周年。
- 2009年2月2日，面向外国人的国际电视广播NHK World TV已更新为完全原创的节目，并配有英语播出[1]。节目内容将发生大幅改变（日本时间当天九点起每小时播出24小时英语新闻，并完全停止同步播放国内新闻节目）。
- 2010年7月6日，由於大相撲發生“一連串賭博醜聞”，決定停止現場直播，改採錄影播出（然後又發生“比賽造假醜聞”，因而決定不播出，僅在新聞節目以帶狀畫面播報）。
- 2011年3月11日，受到東日本大震災影響，綜合頻道、教育頻道、衛星頻道、NHK World TV、NHK World Premium、第一套广播等共同播出特別報導節目。
- 2011年4月1日，衛星第一頻道（BS1）全新改版，播出內容將著重於國際新聞和體育節目，衛星第二頻道（BS2）停止播出，數位衛星高畫質頻道（BShi）更名為BS Premium，播出內容以教育和娛樂為主的節目，兩頻道均為高清HDTV格式播出（原BS1、BS2、BShi頻道於3月31日停止播送訊號）。
- 2011年7月24日，停止類比訊號播送（盛岡、仙台、福島等地，於2012年3月31日停止播送訊號，全國數位訊號覆蓋率達成）。
- 2012年，綜合頻道、教育頻道的訊號發射處轉移至新落成的東京晴空塔。
- 2013年2月1日，電視廣播60周年紀念。
- 2014年1月25日，NHK第21任會長籾井勝人（日语：籾井勝人）在就任記者會對於“慰安婦”的言論引起軒然大波。
- 2015年3月22日，NHK開播90周年。
- 2016年8月1日，NHK Super Hi-Vision频道试播，以4K及8K超高清画质播出。
- 2018年12月1日，NHK BS4K和NHK BS8K兩個超高清電視頻道開播。
- 2019年1月15日18時，互聯網線上頻道「NHK華語視界」開播，使用中文播放新聞和綜合節目。

### 令和时期
- 2019年6月10日，NHK的中文官方微博“@NHK_日本放送协会”开通。
- 2020年3月1日，綜合頻道、教育頻道實時節目及點播服務「NHK+」啟用。
- 2020年3月30日，NHK啟用新版識別標誌，去掉雞蛋造型外框，改為單純書寫「NHK」三字的設計。
- 2023年11月30日，BS1和BS Premium将于这一天结束播出。
- 2023年12月1日，BS1以“NHK BS”开播，BS4K以“NHK BS Premium 4K”开播。BS Premium已转向公共广播。
- 2024年1月9日，由于2024年能登半岛地震，原BS Premium将在部分时段对金泽局进行联播（从1月12日起所有时段播出）。
- 2024年4月1日，原BS Premium根据广播法将其分类更改为“临时目的广播”，并继续为地震灾区提供同步播出。
- 2024年6月30日，原BS Premium地震灾区联播结束。
- 2025年3月22日，NHK开播100周年（预定）。